# Bret Curtis
Bret Curtis (ur. 13 grudnia 1966 roku w Bryn Mawr) – amerykański kierowca wyścigowy.

## Kariera
Curtis rozpoczął karierę w międzynarodowych wyścigach samochodowych w 2000 roku od startów w klasie Challenge American Le Mans Series, w Platinum Cup Patrón GT3 Challenge by Yokohama oraz w klasie GT SCCA World Challenge. W późniejszych latach Amerykanin pojawiał się także w stawce 24H Dubai, Blancpain Endurance Series, Grand American Rolex Series, 24-godzinnego wyścigu Le Mans, Pirelli World Challenge, FIA World Endurance Championship oraz Armor All Bathurst 12 Hour.

## Wyniki w 24h Le Mans
| Rok  | Zespół               | Partnerzy                                             | Samochód            | Klasa  | Okr. | Poz. | Klasa Pos. |
| ---- | -------------------- | ----------------------------------------------------- | ------------------- | ------ | ---- | ---- | ---------- |
| 2012 | Prospeed Competition | Abd al-Aziz ibn Turki al-Fajsal Al Su’ud Sean Edwards | Porsche 997 GT3-RSR | GTE Am | 180  | NU   | NU         |